# Ettore Novelli
Ettore Novelli (Velletri, 16 novembre 1822 – Roma, 11 marzo 1900) è stato un bibliotecario, poeta e storico italiano.

## Biografia
Figura complessa e variegata di erudito, di bibliotecario, di politico, di poeta, Ettore Novelli è nato a Velletri il 16 novembre 1822 ed è morto a Roma l'11 marzo 1900. Ha studiato nel Seminario di Velletri, dove ha studiato il latino e il greco, innamorandosi degli autori classici. Si è laureato in Giurisprudenza a ‘'La Sapienza'’. Fondamentale per lui è stato l'incontro con il gesuita Luigi Maria Rezzi, professore di "Eloquenza", erudito e maestro di vita. Novelli è stato autore di saggi di erudizione storica e filologica, ma ciò che amava di più era scrivere versi. A Roma entrò in contatto con il gruppo dei poeti della scuola romana. A venticinque anni partecipò ai primi moti di liberazione che preludevano alla rivoluzione del 1848.

### Bibliotecario

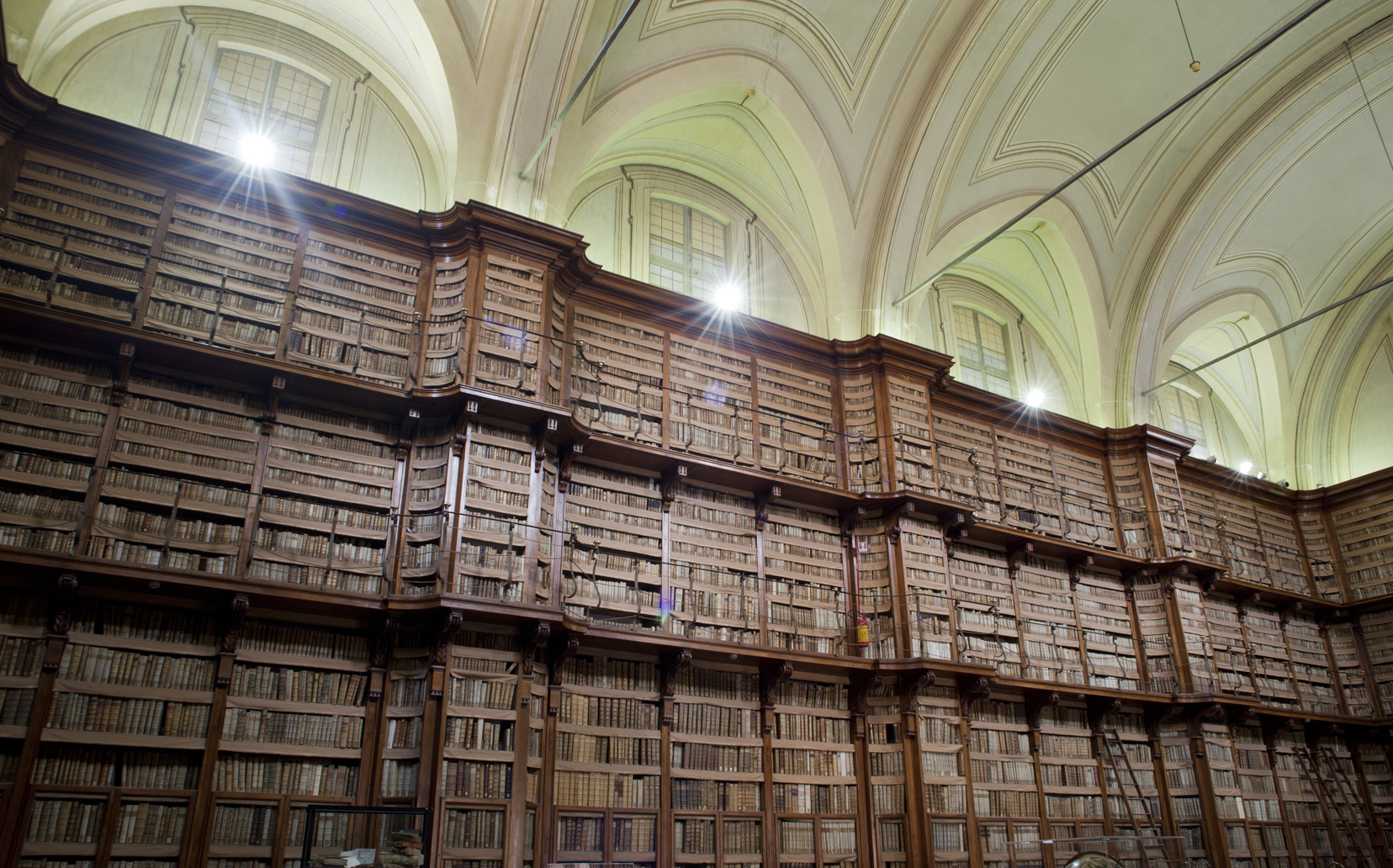
Interno della Biblioteca Angelica

Ettore Novelli, che era stato prefetto della Biblioteca comunale di Velletri, fu scelto come commissario governativo, per il sequestro e l'incameramento del patrimonio librario degli ordini religiosi. Nel marzo 1871, la Giunta Liquidatrice dell'Asse Ecclesiastico aveva infatti emanato un decreto, per incamerare i beni e le rendite degli ordini religiosi. Nel 1873, in seguito a questa confisca, Novelli fu chiamato come prefetto alla Biblioteca Angelica di Roma, incarico che tenne fino al 15 maggio del 1898: è stato il primo laico a ricoprirlo. Insieme ad altri protagonisti del mondo culturale, come Enrico Narducci, Carlo Castellani, Tommaso Gar e Domenico Gnoli ha fondato la Biblioteca Nazionale Centrale di Roma Vittorio Emanuele che è stata inaugurata il 16 marzo 1876. Novelli fu poi coinvolto in prima persona dalle polemiche, a causa di scarti troppo disinvolti, di requisizioni sommarie, di dispersioni del materiale librario. La Biblioteca nazionale fu chiusura dopo tre anni. Nel 1880 una Commissione d'inchiesta indagò sulle irregolarità e nel 1881 la Biblioteca riaprì: Domenico Gnoli fu scelto come prefetto.

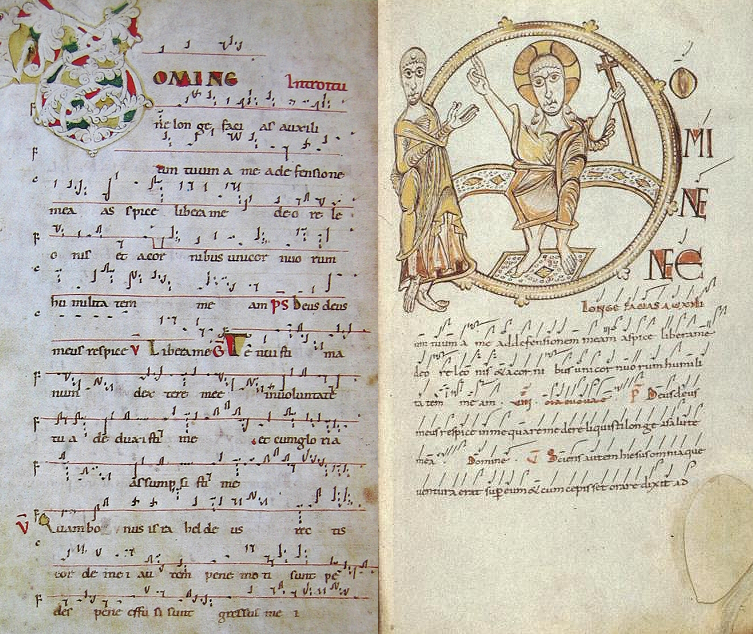
Domine ne longe, manoscritto della Biblioteca Angelica

Nell'ottica di Ettore Novelli, la Biblioteca Angelica - come la Casanatense, la Vallicelliana, e l'Alessandrina - doveva restare una biblioteca specializzata, per gli eruditi. Bisognava concentrare in una sede periferica il materiale di minore importanza e i duplicati. Parte dei fondi requisiti furono così accatastati nel convento della Minerva, poi al Collegio romano. Enrico Narducci propose di utilizzare la sala della Bibliotheca major dei Gesuiti: si creava così il primo nucleo della Biblioteca nazionale Centrale Vittorio Emanuele.

### La Biblioteca Angelica
Il patrimonio librario della Biblioteca Angelica, confiscato agli Agostiniani - manoscritti e rarità tipografiche - fu da Novelli incrementato con preziosi acquisti, come le biblioteche delle famiglie Massimo e Santangelo e l'esemplare a stampa delle Rime e prose di Torquato Tasso con glosse manoscritte autografe. Novelli non trascurò l'istruzione di base, impegnandosi nella creazione di istituti scolastici primari, convinto che, con lo studio, si poteva ottenere una società politicamente più libera e consapevole. Lasciata l'Angelica, ebbe un breve incarico alla Biblioteca Vallicelliana, poi alla Biblioteca nazionale di Roma. Ricoprì la carica di consigliere provinciale di Roma e fu membro del Consiglio superiore della Pubblica Istruzione. Ha pubblicato saggi di storia e di erudizione sul Giornale Araldico e sulla Nuova Antologia.

## Opere letterarie
- Versi, Roma, Aureli, 1859.

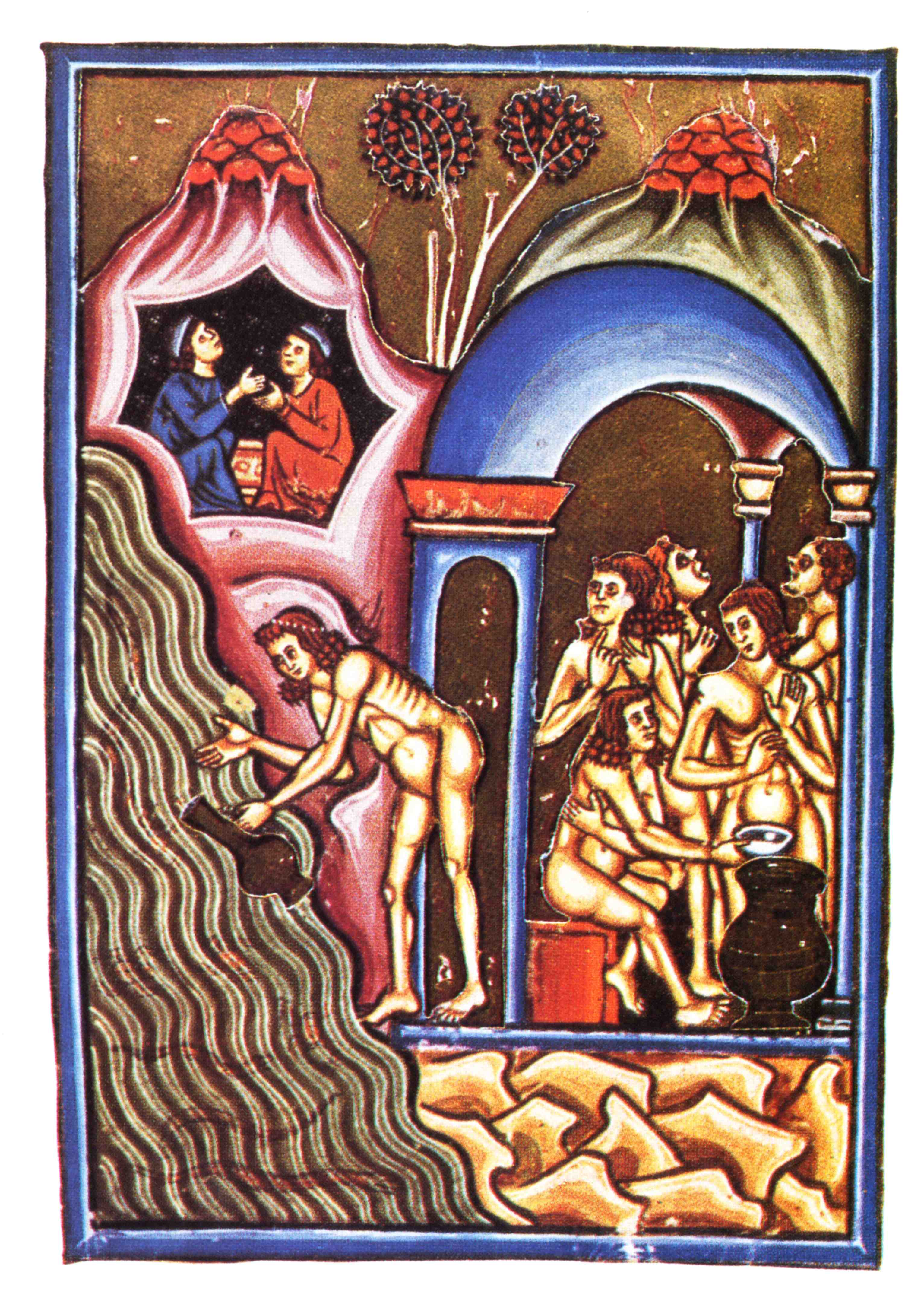
Petrus de Ebulo, Balneum Sudatorium

- La provincia di Velletri, Roma, Bartoli, 1871.
- Le tre margherite, Imola, Paolo Galeati, 1871.
- Carlo Alberto, Firenze, la Barbera, 1874.
- Marsala, Imola, Galeati, 1875.
- Il grifo, Imola, Paolo Galeati, 1878.
- Di un codice della Biblioteca Angelica di Roma, 1879.
- Fetonte, Imola, Paolo Galeati, 1879.
- Ero e Leandro, traduzione dal greco, Imola, Paolo Galeati, 1880.
- Cromi, Roma, Forzani, 1881.
- Due vite, Imola, Paolo Galeati, 1882.
- Ai caduti presso Velletri nel 1849, Todi, Foglietti, 1883.
- Joachim, Perugia, Guerra, 1887.
- Mnasylus, Roma, Forzani, 1888.
- Il canto delle passere, Imola, Paolo Galeati, 1890.
- Egle, in memoria dei napoletani del 1799, Milano, Vallardi, 1893
- Scriptiunculae, Roma, Forzani, 1895.
- Di quattro autografi del Tasso conservati nella R. Biblioteca Angelica, Roma, Tipografia Unione, 1895.